# Montanuy
Montanuy (aragónul és katalánul: Montanui) település Spanyolországban, Huesca tartományban. Montanuy El Pont de Suert, Vielha e Mijaran, Vilaller, Benasque, Bonansa, Laspaúles és Castejón de Sos községekkel határos. Lakosainak száma 227 fő (2024).

## Népesség
A település népessége az utóbbi években az alábbiak szerint változott:
| Lakosok száma | 305  | 308  | 311  | 296  | 284  | 237  | 223  | 212  | 215  | 227  |
|               | 2001 | 2004 | 2006 | 2009 | 2011 | 2014 | 2016 | 2019 | 2021 | 2024 |